# Pieter Roelof Bos

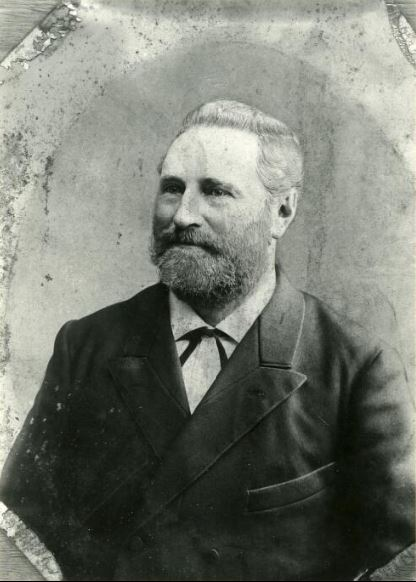
Pieter Roelof Bos

Pieter Roelof Bos, auch Pieter Roelf Bos (* 19. Februar 1847 in Groningen; † 22. Juni 1902 ebenda) war ein niederländischer Lehrer in den Fächern Niederländisch und Erdkunde. Er hat als erster den nach ihm benannten Bosatlas herausgegeben, den bedeutendsten niederländischen Schulatlas.
Der Vater war Lehrer in Groningen, und Pieter Roelof Bos absolvierte zunächst die Lehrerausbildung an der Rijkskweekschool dort. 1866–1868 arbeitete er nach einem weiteren Examen in Friesland als Lehrer, schließlich bekam er 1871 das Diplom für eine höhere, weiterführende Schulform (middelbaar onderwijs). Seit 1872 arbeitete er in Warffum als Lehrer für seine Fächer Niederländisch und Erdkunde.
Für das seinerzeit neue Fach Erdkunde an den Schulen verfasste Bos viele Karten und Bücher. 1877 gab er erstmals den Schoolatlas der geheele aarde heraus, der viele Auflagen erlebte und noch heute verwendet wird.
1888 wurde Bos Prüfer bei der Lehrerausbildung und übte diesen Nebenjob bis 1901 aus. 1893 ging er in den Vorstand der Königlich-Niederländischen Geografischen Gesellschaft.
Trotz der Bedeutung seines Atlasses und seines hohen Ansehens erhielt er nie einen Posten an einer Universität, wohl weil die nötige Vorausbildung fehlte. Möglicherweise war der Gram darüber mit ein Grund für seinen frühen Tod mit 55 Jahren, vermutet Ferjan Ormeling, der das Gerücht bestreitet, er sei an den Folgen einer vorsorglichen Entfernung des Blinddarms gestorben.

## Belege
1. ↑  Ferjan Ormeling: Biografie van de Bosatlas (1877-heden), Wolters-Noordhoff Atlasproducties: Groningen 2005, S. 12.
2. ↑  Ferjan Ormeling: Biografie van de Bosatlas (1877-heden), Wolters-Noordhoff Atlasproducties: Groningen 2005, S. 21/22.

| Personendaten    | Personendaten                                                      |
| ---------------- | ------------------------------------------------------------------ |
| NAME             | Bos, Pieter Roelof                                                 |
| ALTERNATIVNAMEN  | Bos, Pieter Roelf                                                  |
| KURZBESCHREIBUNG | niederländischer Lehrer in den Fächern Niederländisch und Erdkunde |
| GEBURTSDATUM     | 19. Februar 1847                                                   |
| GEBURTSORT       | Groningen                                                          |
| STERBEDATUM      | 22. Juni 1902                                                      |
| STERBEORT        | Groningen                                                          |